# مخزن سد ریبینسک
مخزن سد ریبینسک (Рыбинское водохранилище) یک دریاچه سد در استان یاروسلاول کشور روسیه است.

## نگارخانه

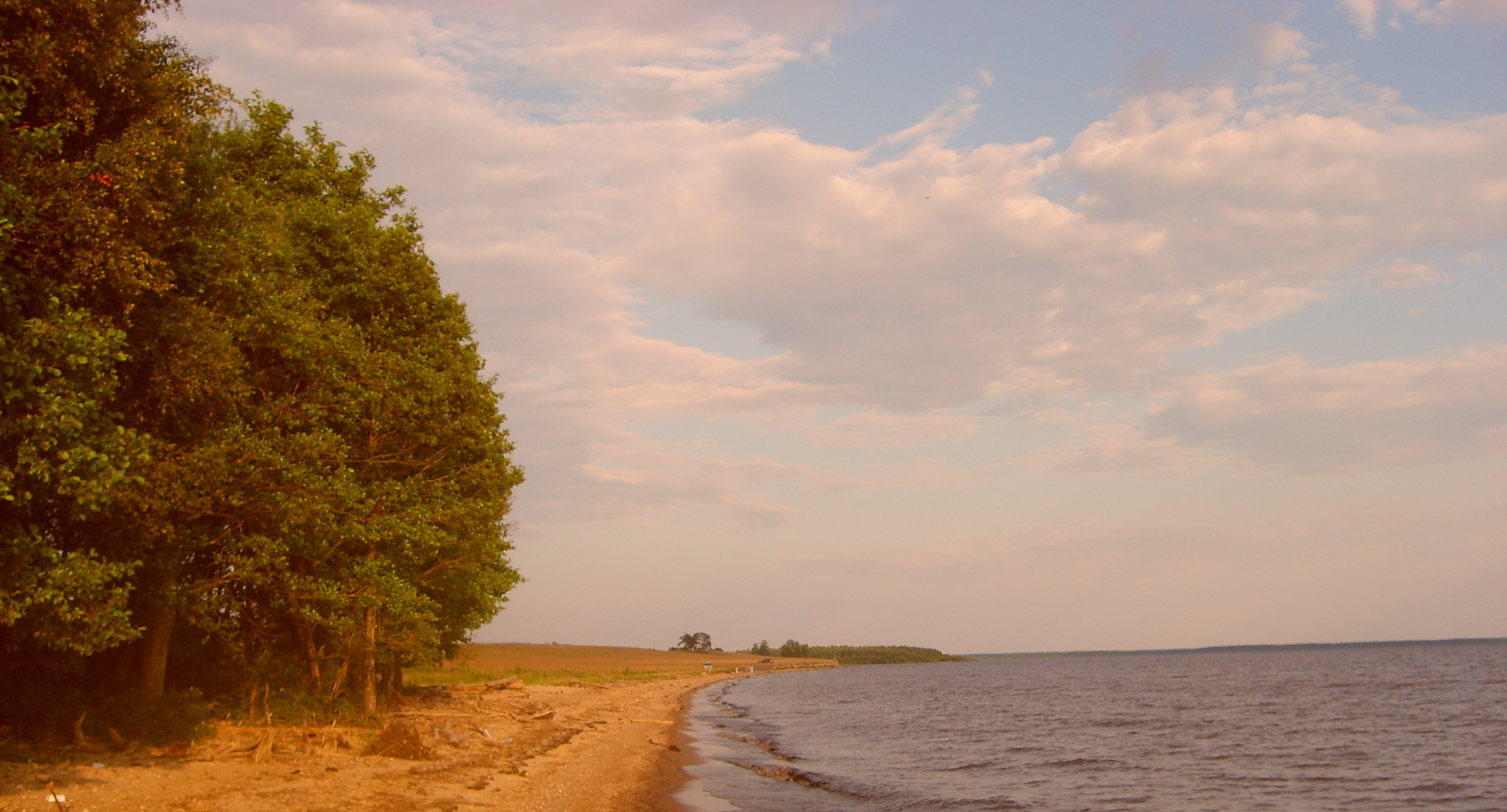
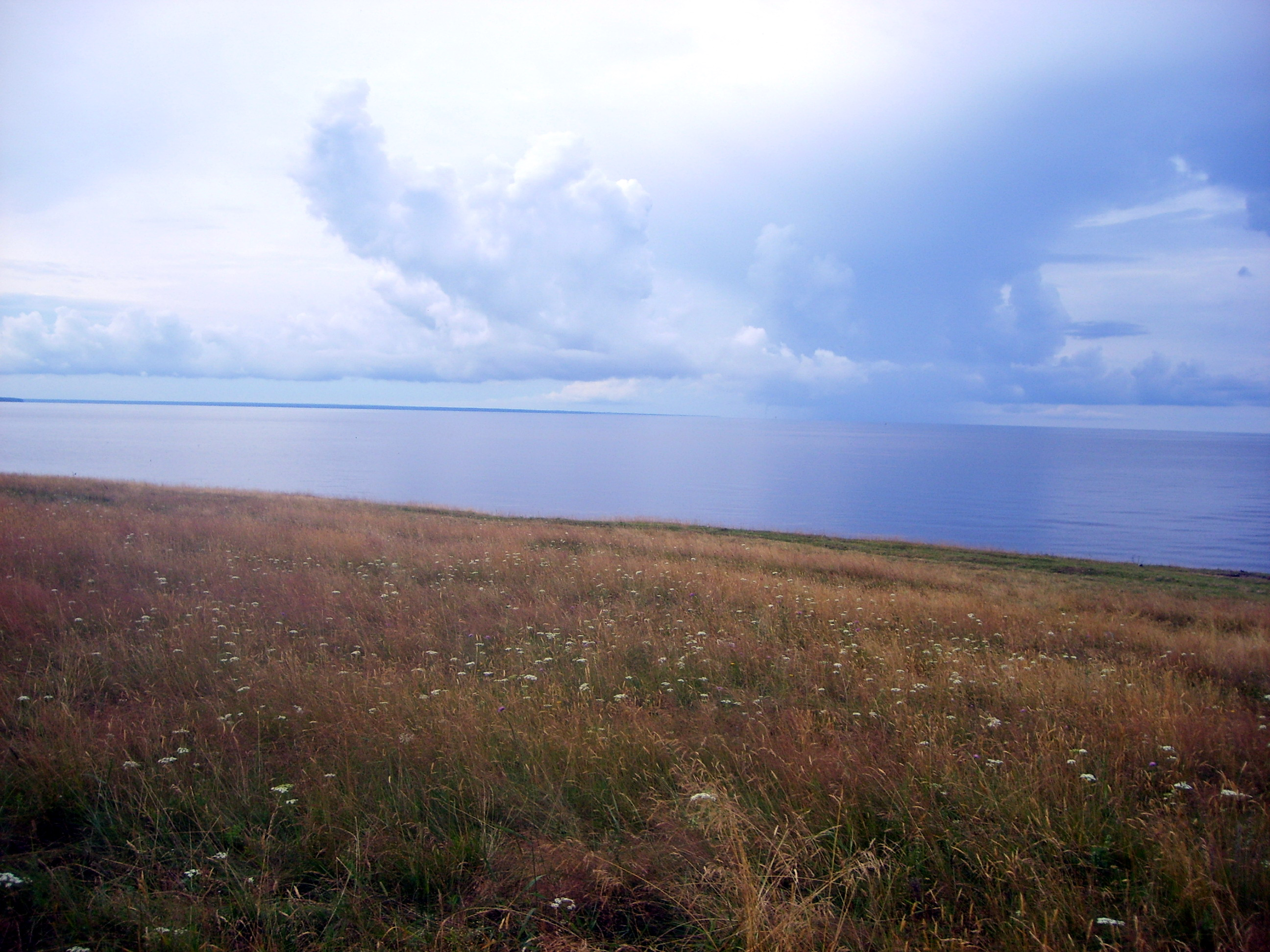
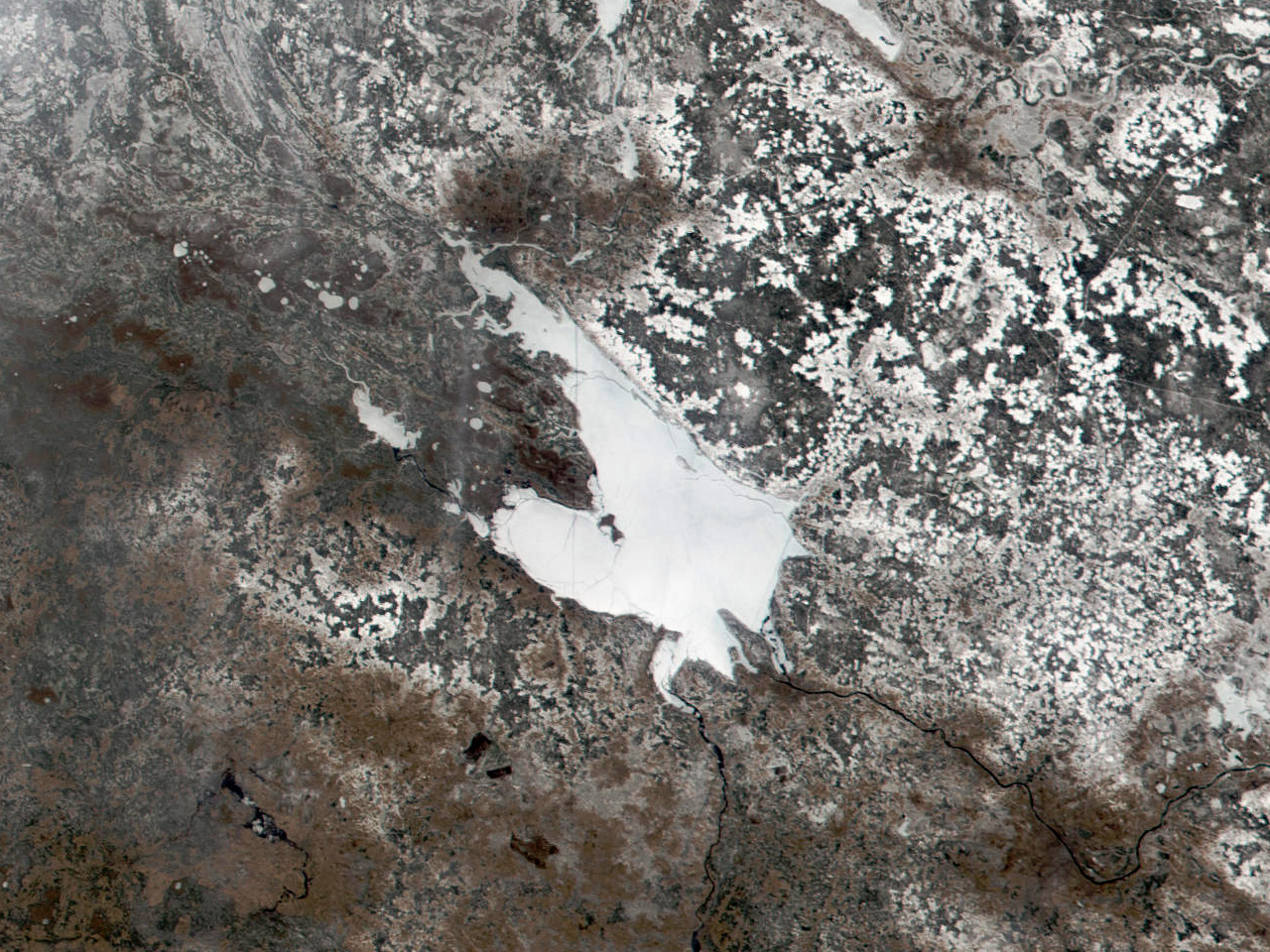
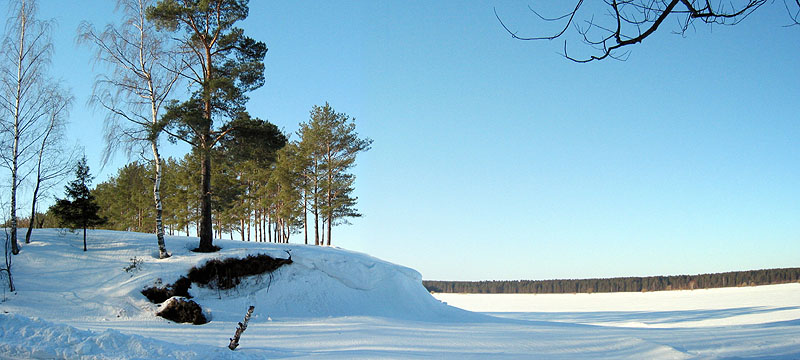
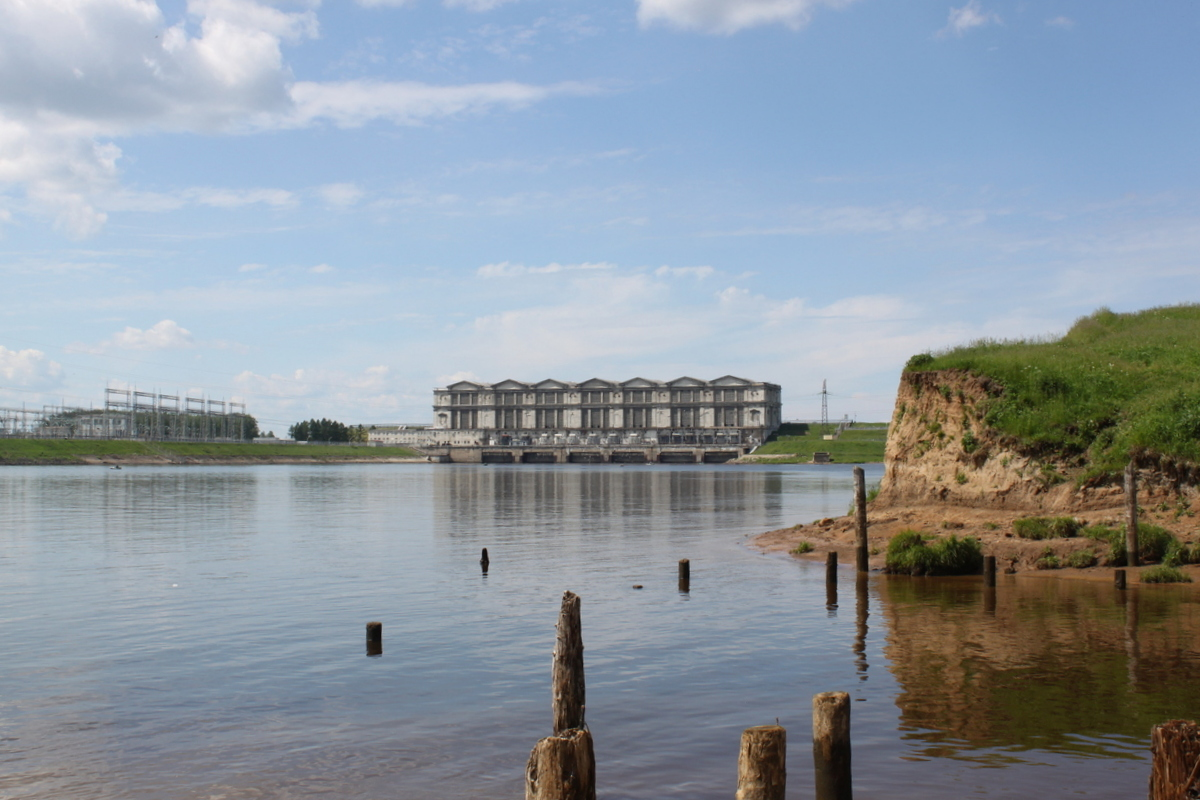